# Physosmaragdina
Physosmaragdina is een geslacht van kevers uit de familie bladkevers (Chrysomelidae).
De wetenschappelijke naam van het geslacht werd in 1971 gepubliceerd door Medvedev.

## Soorten
- Physosmaragdina brancuccii (Medvedev, 1988)
- Physosmaragdina dinajpurensis Takizawa, 1990